# Gle Demam
Gle Demam är en kulle i Indonesien.   Den ligger i provinsen Aceh, i den västra delen av landet, 1 800 km nordväst om huvudstaden Jakarta. Toppen på Gle Demam är 237 meter över havet, eller 116 meter över den omgivande terrängen. Bredden vid basen är 4,0 km.
Terrängen runt Gle Demam är varierad, och sluttar norrut. Runt Gle Demam är det ganska tätbefolkat, med 179 invånare per kvadratkilometer. Närmaste större samhälle är Banda Aceh, 7,6 km nordost om Gle Demam. Trakten runt Gle Demam består till största delen av jordbruksmark.